# Chinese Volleyball League 2007-2008 (maschile)
La Chinese Volleyball League 2007-2008 si è svolta dal 2007 al 2008: al torneo hanno partecipato 10 squadre di club cinesi e la vittoria finale è andata per la sesta volta, la quinta consecutiva, allo Shanghai.

## Squadre partecipanti
| - Bayi - Beijing - Henan - Hubei - Jiangsu | - Liaoning - Shandong - Shanghai - Sichuan - Zhejiang |

## Premi individuali[1]
| Premio             | Giocatrice     | Squadra  |
| ------------------ | -------------- | -------- |
| MVP                | Shen Qiong     | Shanghai |
| Miglior attaccante | Ji Zhe         | Henan    |
| Miglior muro       | Ma Ming        | Liaoning |
| Miglior servizio   | Sui Shengsheng | Liaoning |
| Miglior allenatore | Jugen Yin      | Shanghai |

## Classifica finale[1]
| Pos | Squadra  | Verdetto                        |
| --- | -------- | ------------------------------- |
| 1   | Shanghai |                                 |
| 2   | Liaoning |                                 |
| 3   | Henan    | Al campionato asiatico per club |
| 4   | Jiangsu  |                                 |
| 5   | Bayi     |                                 |
| 6   | Zhejiang |                                 |
| 7   | Shandong |                                 |
| 8   | Sichuan  |                                 |
| 9   | Beijing  |                                 |
| 10  | Hubei    | Chinese Volleyball League B     |